# منتزه هولمهيلز
منتزه هولمهيلز هو منطقة ترفيهية في الجزء الجنوبي من كامبوسلانغ، وهي بلدة تقع على الأطراف الجنوبية الشرقية لمدينة غلاسكو، إسكتلندا، المملكة المتحدة. وتحد المنطقة من الشرق طريق جرينليز (مقابل مدخل حديقة كامبوسلانغ العامة)، ومن الجنوب طريق ويسترن رود، ومن الغرب طريق لانغليا (في مدرسة كاثكين الثانوية)، ومن الشمال طريق جرينفيل درايف.
كانت الأرض في الأصل مملوكة لعائلة لاهور من مزرعة ويتلورن في الجزء الغربي والعائلات الأخرى التي كانت تملك مزرعة هولمهيلز وغرينليس فارم في الشرق. وقد استخدمت هذه الأراضي لرعي الماشية غيرنسي وتنامي الشعير حتى منتصف الستينيات عندما باع جون لاهور ممتلكاته إلى مجلس مقاطعة لانارك آنذاك (وهو الآن مجلس جنوب لاناركشاير) وانتقل إلى مونتروز. وبعد ذلك بفترة وجيزة، باع المزارعان المتبقيان أيضاً، حتى بحلول نهاية الستينات، كانت جميع الأراضي التي تضم الحديقة الحالية مملوكة للسلطة المحلية - حيث تم تحويل معظم الأراضي إلى مساكن في وايت لايبورن.
في عام 2016 تم تسليط الضوء على الحديقة باعتبارها واحدة من أفضل المواقع في المنطقة «للمشي الجميل للاستمتاع بموسم التغيير».
في عام 2017، تم تدمير المقاعد الزخرفية - التي تم تركيبها في الحديقة من قبل مجموعة المجتمع المحلي للسماح للأطفال باستكشاف بركة - من قبل المخربين في غضون أسبوع.

## معرض صور

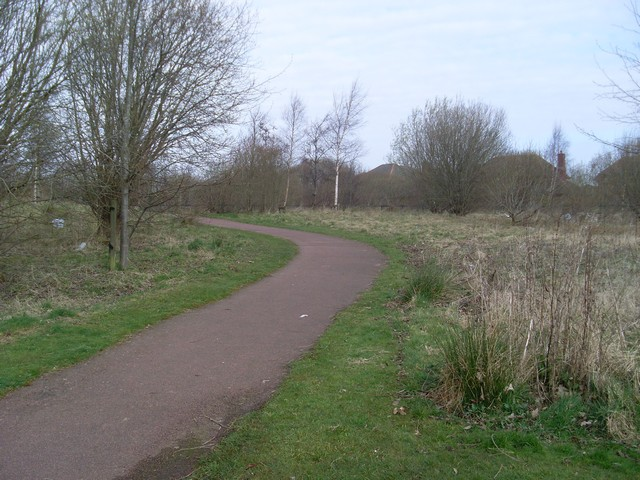
Pathway through park
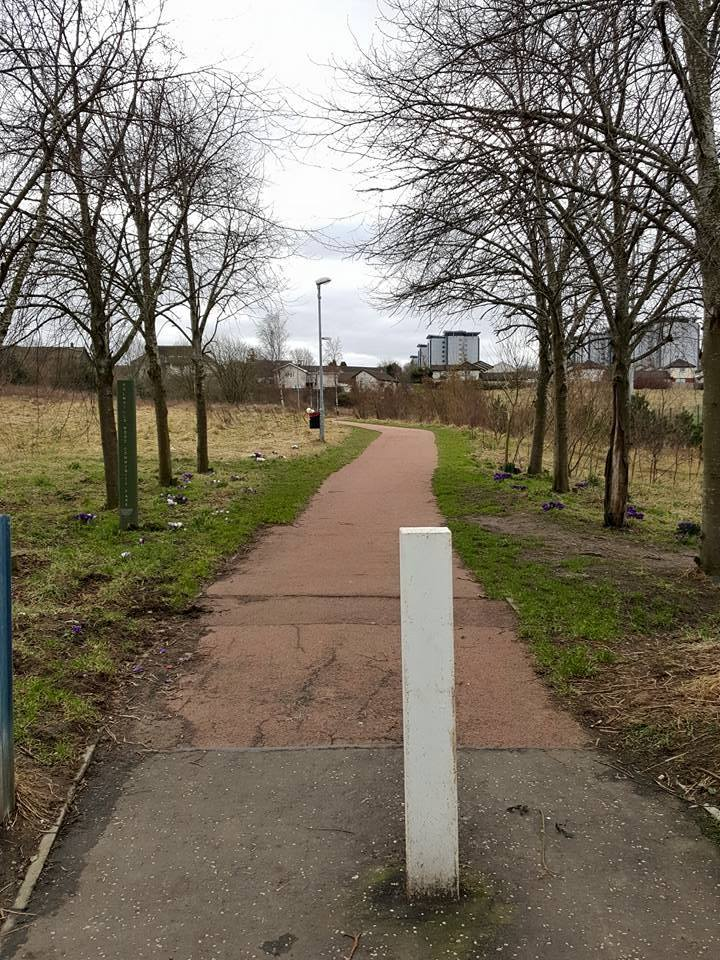
view from north entrance looking towards Whitlawburn
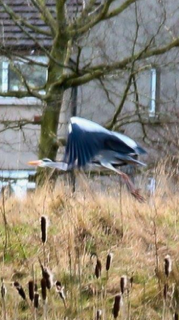
Heron in flight within park
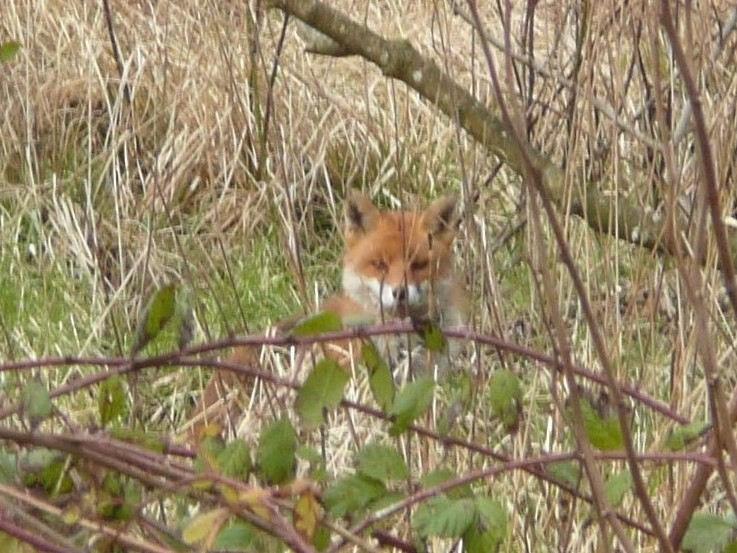
Fox in undergrowth

## روابط خارجية
- Routes Around Roots - Guide to Holmhills Park (SLC)